# Britisk Nordborneo
Nordborneo var et britisk protektorat under det selvstændige North Borneo Chartered Company fra 1882-1946. Efter 2. verdenskrig blev det en kronkoloni under Storbritannien fra 1946-1963, og i denne periode kendt som Britisk Nordborneo. Det var lokaliseret på den nordøstlige hjørne af Borneo. Den er i dag staten Sabah i Østmalaysia.
5°15′N 117°00′Ø / 5.25°N 117°Ø